# Vissza a jövőbe II.

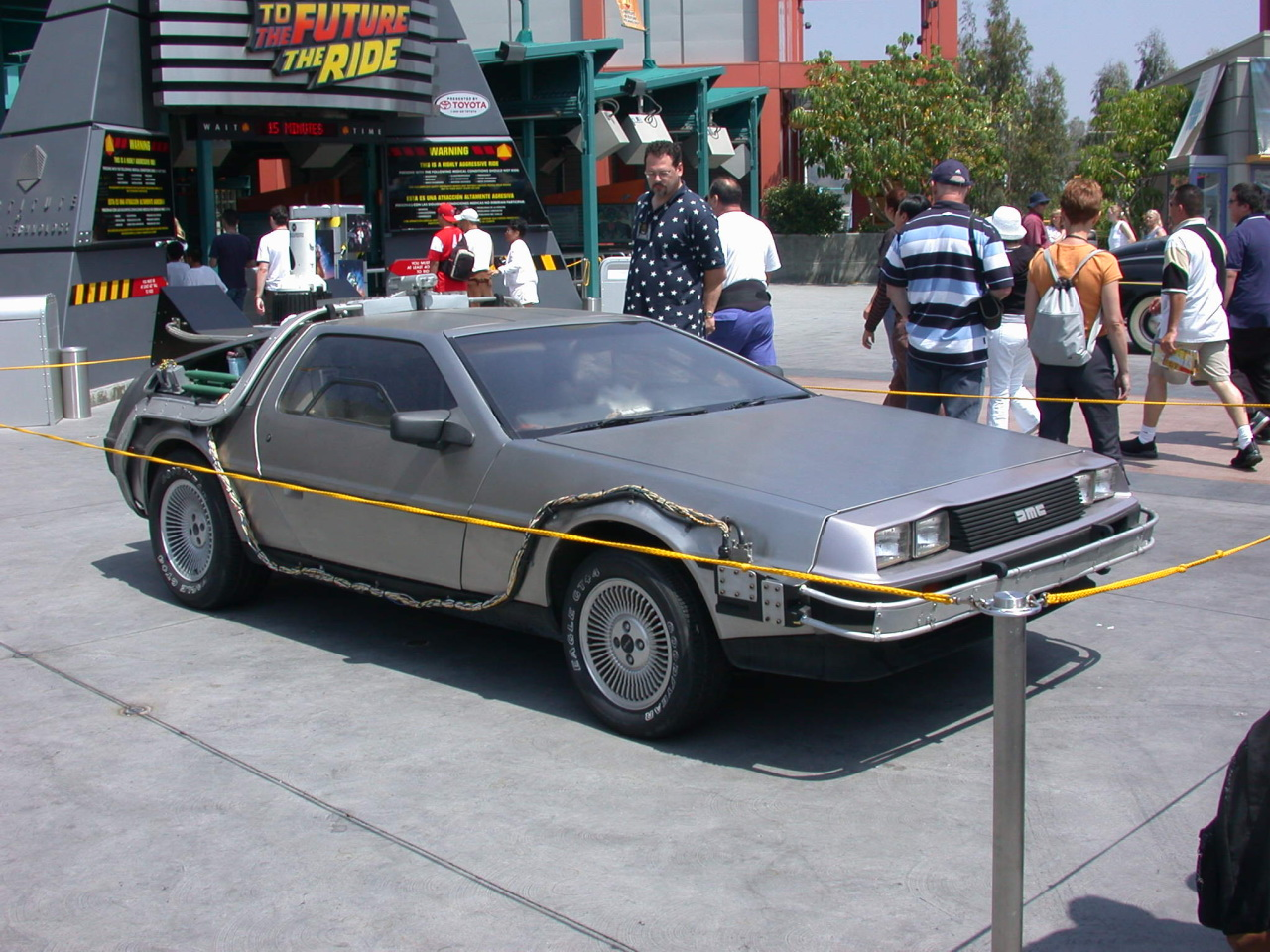
A De Lorean a Universal Pictures stúdiójának udvarán

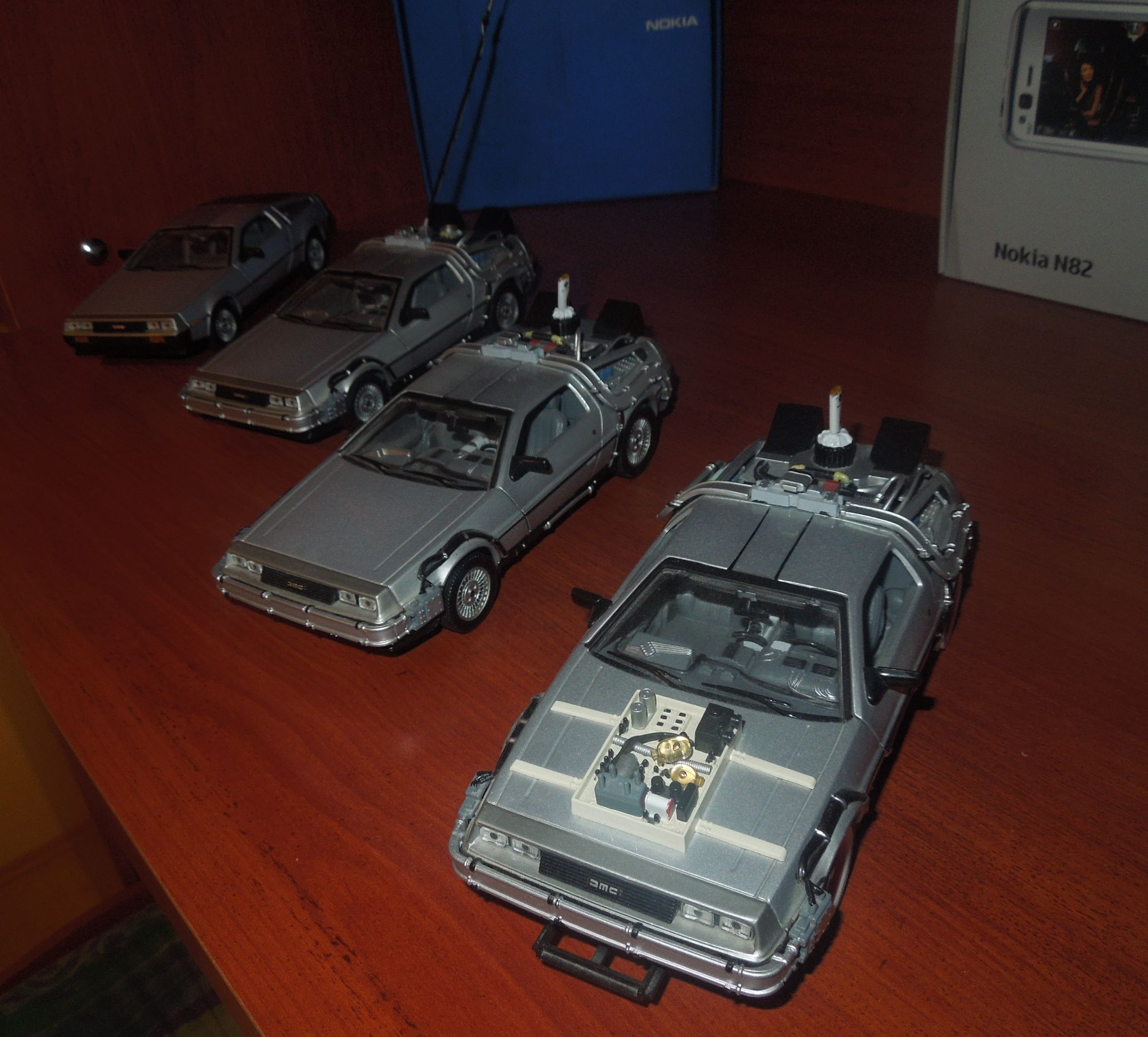
DeLorean DMC–12 modellautók, az első az eredeti, a harmadik a filmben is használt autó mása

A Vissza a jövőbe II. (eredeti cím: Back to the Future Part II) 1989-ben bemutatott sci-fi filmvígjáték, amely a Vissza a jövőbe trilógia második része. A filmet Robert Zemeckis rendezte, és közösen írta Bob Gale-lel, a zenéjét Alan Silvestri szerezte, a producere Steven Spielberg volt. A főbb szerepekben Michael J. Fox, Christopher Lloyd és Lea Thompson láthatók. Az Amblin Entertainment készítette, a Universal Pictures forgalmazta.
Amerikában 1989. november 20-án, Magyarországon 1990. április 5-én mutatták be a mozikban. Új magyar szinkronnal 2002-ben adták ki DVD-n.
A filmet egy BAFTA-díjra és egy Oscar-díjra jelölték. Csak a BAFTA-díjat nyerte meg (legjobb vizuális effektusok).

## Cselekmény
A film ott folytatódik, ahol az előző rész véget ért. Doki a DeLorean időgépével a visszatér a jövőből és elmondja, hogy Marty és Jennifer tinikorú fia, rossz úton jár, ezért mindkettejüknek azonnal 2015-be kell utazniuk Dokival. Az érkezés időpontja: 2015. október 21. 16:29.
Egy sikátorban szállnak le, ahol kiteszik a közben elaltatott Jennifert, majd Doki elmagyarázza a tervet: Martynak (a saját fia szerepében) két perc múlva be kell mennie a „Nyolcvanas Évek” nevű retro büfébe, ahol Biff unokája, Griff megkérdezi, hogy Marty részt vesz-e a ma esti „buliban”, amire Martynak mindenképp nemet kell mondani, különben fia börtönbe kerül tizenöt évre (később pedig a lánya megpróbálja kiszabadítani, aki így szintén börtönbe kerül húsz évre). A „Nyolcvanas évek”-ben Marty majdnem összetalálkozik jövőbeli fiával, de végül sikerül nemet mondania Griffnek, aki üldözőbe veszi. Marty kiszalad az utcára, és kölcsönveszi egy lány légdeszkáját, ezzel egy újabb hajsza kezdődik, de végül Griffet és a haverjait letartóztatják.
Marty ezután vesz egy sportalmanachot, amelyben benne van ötven év sporteredménye, de Doki a szemétbe dobja, hogy ne lehessen megváltoztatni vele a múltat. Hirtelen észreveszik, hogy a kábult Jennifert két rendőr megtalálta a sikátorban és elindulnak vele Martyék jövőbeli otthonába, ezalatt Biff magához veszi az évkönyvet. A rendőrök hazaviszik az időközben fölébredt Jennifert, de ő megijed, amikor találkozik a jövőbeli rokonaival és elbújik egy szekrényben. Ott meghallja, hogy Marty harminc évvel ezelőtt egy autóbalesettel elrontotta az életét, az öregebb Martyt pedig éppen most rúgják ki a munkahelyéről. Jennifer meglátja a harminc évvel idősebb önmagát és elájul, így Doki ki tudja hozni őt a házból. Eközben Marty átöltözik, mialatt Biff egy rövid időre elviszi az időgépet, amit Martyék nem vesznek észre, és visszatérnek a saját korukba (1985. október 26. 21:00), ami teljesen megváltozott.
Kiderül, hogy Biff sportfogadásokból dúsgazdag lett, és feleségül vette Marty anyját, Lorraine-t, George McFly pedig tizenkét éve meghalt. Marty a temetőbe rohan az apja sírjához, és ott találkozik Dokival. A tudós rájött, hogy a jövőbeli öreg Biff az időgéppel visszautazva a múltba a sportalmanachot odaadta a fiatalabbik énjének, ezzel egy új valóság jött létre egy új idővonalon (amiben Marty már említett családi helyzete van, valamint a Dokit elmegyógyintézetbe zárták). Ahhoz, hogy a saját jelenükbe térhessenek vissza, a múltban meg kell hiúsítani az almanach átadását, ezért Marty elmegy Biffhez és megkérdezi tőle, hogy mikor és hogyan jutott hozzá. Biff elárulja, hogy 1955. november 12-én kapta az évkönyvet egy öregembertől, majd le akarja lőni Martyt, de Doki megmenti és visszamennek a múltba.
Marty szemtanúja lesz a sportalmanach átadásának, de nem tudja megszerezni Bifftől, aki este elmegy a Tengermélyi Varázs bálba. Az első epizódból ismerős jeleneteket másik nézőpontból újra átélve Marty többször sikertelenül próbálja megszerezni az évkönyvet, de az végül ismét Biffhez kerül, aki autójával elhajt az iskolából. Marty és Doki a DeLoreannal utánarepülnek, majd egy alagútbeli üldözést követően a jövőből hozott légdeszka segítségével megszerzik az almanachot.
Marty a városon kívül elégeti az évkönyvet, ezzel visszakerülnek a saját idővonalukra, de akkor egy villám belevág a lebegő DeLoreanba, és az eltűnik az utasával együtt. Marty először azt gondolja, hogy Doki meghalt, de azután megtudja, hogy visszaugrott 1885-be, az időgép pedig tönkrement, de Doki 1955-ös fiatalabb énje segít neki, hogy elmehessen VISSZA A JÖVŐBE!

## Szereplők
| Színész            | Szereplő                                      | Magyar hang        | Magyar hang        |
| Színész            | Szereplő                                      | 1. szinkron (1990) | 2. szinkron (2002) |
| ------------------ | --------------------------------------------- | ------------------ | ------------------ |
| Michael J. Fox     | Marty McFly / Marty McFly Jr. / Marlene McFly | Rudolf Péter       | Rudolf Péter       |
| Christopher Lloyd  | Dr. Emmett L. Brown                           | Rajhona Ádám       | Rajhona Ádám       |
| Lea Thompson       | Lorraine Baines McFly                         | Götz Anna          | Götz Anna          |
| Jeffrey Weissman   | George McFly                                  | Felföldi László    | Fesztbaum Béla     |
| Thomas F. Wilson   | Biff Tannen                                   | Hankó Attila       | Boros Zoltán       |
| James Tolkan       | Mr. Strickland                                | Perlaki István     | Varga T. József    |
| Elisabeth Shue     | Jennifer Parker                               | Földesi Judit      | Kiss Virág         |
| Billy Zane         | Match                                         | Sörös Sándor       | N/A                |
| J.J. Cohen         | Skinhead                                      | Forgács Péter      | N/A                |
| Casey Siemaszko    | 3-D                                           | Schnell Ádám       | N/A                |
| Ricky Dean Logan   | Data                                          | Schnell Ádám       | N/A                |
| Harry Waters, Jr.  | Marvin Berry                                  | Bor Zoltán         | N/A                |
| Flea               | Needles                                       | Jakab Csaba        | Megyeri János      |
| Stephanie Williams | Foley rendőrnő                                | Kiss Erika         | N/A                |
| Mary Ellen Trainor | Reese rendőrnő                                | Farkasinszky Edit  | N/A                |
| Donald Fullilove   | Goldie Wilson III                             | Orosz István       | N/A                |
| Charles Fleischer  | Terry                                         | Antal László       | N/A                |
| Lisa Freeman       | Babs                                          | N/A                | N/A                |
| George Buck Flower | Red, a csöves                                 | N/A                | N/A                |
| Darlene Vogel      | Spike                                         | Kökényessy Ági     | N/A                |
| Lee Jason Scott    | Whitey                                        | N/A                | N/A                |
| Judy Ovitz         | Antikváriusnő                                 | N/A                | N/A                |
| Jim Ishida         | Iko Jitz Fujitsu                              | Botár Endre        | N/A                |
| Elijah Wood        | Videójátékos srácok                           | Szentesi Gergő     | N/A                |
| John Thornton      | Videójátékos srácok                           | Simonyi Balázs     | N/A                |
| Shaun Hunter       | Harold                                        | Simonyi Balázs     | N/A                |
| Nikki Birdsong     | Loretta                                       | N/A                | N/A                |
| Al White           | Apa                                           | Csikos Gábor       | N/A                |
| Junior Fann        | Anya                                          | N/A                | N/A                |
| Marty Levy         | Taxis                                         | Várkonyi András    | N/A                |
| Wesley Mann        | Segítőkész tárcás fiú                         | Lippai László      | N/A                |
| Joe Flaherty       | Férfi a Western Union-tól                     | Izsóf Vilmos       | Németh Gábor       |
| N/A                | Időjárás csatorna TV-bemondója                | Balázsi Gyula      | N/A                |
| N/A                | Ismeretlen szereplő                           | Erdélyi Ila        | N/A                |
| Eredeti hang       | Szerep                                        | Magyar hang        | Magyar hang        |
| Neil Ross          | Hangosbemondó                                 | Láng József        | Megyeri János      |
| John Erwin         | Rádiós sportriporter                          | Gulyás László      | Megyeri János      |
| E. Casanova Evans  | Michael Jackson videofelszolgáló              | Szokol Péter       | Megyeri János      |
| Jay Koch           | Ronald Reagan videofelszolgáló                | Lux Ádám           | N/A                |
| Charles Gherardi   | Komeini ajatollah videofelszolgáló            | N/A                | N/A                |

## Szinkronstábok
| Beosztás           | 1. szinkron (1990)                | 2. szinkron (2002) |
| ------------------ | --------------------------------- | ------------------ |
| felolvasó          | Korbuly Péter                     | Bordi András       |
| magyar szöveg      | Sarodi Tibor                      | Sarodi Tibor       |
| hangmérnök         | Balog Mihály                      | Steiner András     |
| keverőhangmérnök   | Dr. Erdélyi Gábor                 | –                  |
| rendezőasszisztens | Kiss Lajos                        | –                  |
| vágó               | Kovács Jutka                      | Kocsis Éva         |
| gyártásvezető      | Csáki Vera                        | Miklai Mária       |
| szinkronrendező    | Mohácsi Emil                      | Kiss Lajos         |
| készítő            | Magyar Szinkron- és Videovállalat | Balog Mix Stúdió   |

## Érdekességek
- Az eredeti forgatókönyv szerint Marty és a Doki nem 1955-be, hanem 1967-be mentek volna vissza. A Mr. Fusion tönkrement volna, így a Grand Canyonban kellett volna reptetni a DeLoreant, hogy az elérje a megfelelő sebességet. Habár izgalmas ötletnek tartották, hogy bemutassák a hatvanas évek világát is, végül letettek róla, mert túl költséges lett volna egy ötödik díszletet is felépíteni.
- A film "Paradox" munkacímen készült, hogy elrejtsék a sajtónyilvánosság elől.
- A 2015-ös jelenetben szereplő autók legtöbbje koncepcióautó, vagy más sci-fi filmekből kölcsönözték őket.
- George McFly szerepében nem Crispin Glover látható, hanem Jeffrey Weissmann. A különbség nem feltűnő, ugyanis Glover korábbi jeleneteit megtartották, Weissmannt pedig kizárólag úgy mutatták (pl. fejjel lefelé), hogy ne lehessen észrevenni a színészcserét. Ennek az volt az oka, hogy nem sikerült megállapodni Glover gázsijában.
- A Jennifer Parkert játszó Claudia Wellst is le kellett cserélni, ő édesanyja súlyos betegsége miatt közel tíz évre visszavonult a filmezéstől. Helyette Elizabeth Shue ugrott be, akivel újra fel kellett venni az első epizód teljes zárójelenetét.
- Az alternatív 1985-ben egy újság szerepel, melynek címoldalán az áll, hogy Emmett Brownt elmegyógyintézetbe zárták. Ugyanitt az olvasható, hogy Nixon elnök ötödszöri újraválasztása érdekében a vietnámi háború befejezését ígéri. A helyreállt jelenben már Reagan elnök készül a második ciklusra, akinek nincs érdemi kihívója.
- A film végére bekerült egy rövid előzetes a harmadik részről, hogy a nézők tudják, nem kell sokat várni a folytatásra. A "Megjelenés: 1990 nyarán" feliratot csak a mozikban, illetve a legújabb Blu-ray kiadáson lehetett látni.
- Amikor az idős és a fiatal Biff a kocsijában a sporthíreket hallgatja 1955-ben az almanach tartalmának ellenőrzésére, azok valós, tényleges aznapi sporteredmények. A meccset a vesztésre álló Kaliforniai Egyetem csapata 16-17-ről nyeri a befejezés előtti utolsó másodpercekben 19-17-re fordítva az állást, azonban a magyar szinkronban ez 19-16.[1]
- A "Johnny B Goode"-jelenet, mivel ezt is teljes egészében újrafelvették, különbözik az első részben látottaktól. Michael J. Fox az önéletrajzi könyvében úgy nyilatkozott, hogy kezdődő Parkinson-kórja miatt nehezebb volt számára ez alkalommal eljátszani.
- A Tengermélyi Varázs bálon játszódó jelenetet szintén újraforgatták, és megfigyelhető, hogy szinte az összes statiszta más ruhát visel, mint az első részben. Ennek oka, hogy az eredeti öltözékek elvesztek, és a stáb nem tudta fedezni azok pótlását.

## Kimaradt jelenetek
- Az öreg Terry és az öreg Biff beszélgetése 2015-ben.
- Hosszabb volt eredetileg az a jelenet, amikor a 2015-ös Marty hazaérkezik.
- Ugyancsak hosszabb volt az a jelenet, amikor a jövőbeli család együtt étkezik.
- Szintén hosszabb jelenet volt, amikor a múltbeli és a jövőbeli Jennifer találkoztak.
- Visszaérkezése után az öreg Biff kitörlődik a létezésből.
- Az alternatív 1985-ben Marty meglátja a kiégett iskolaépületet.
- Marty találkozik az alternatív 1985-ben Dave-vel, a bátyjával, aki itt alkoholista.
- Doki találkozik az öreg Peabodyval és egy rendőrrel.

## Televíziós megjelenések
- 1. szinkron: RTL Klub, TV2, Paramount Channel
- 2. szinkron: TV2, Paramount Channel, Viasat 3, Viasat 6, Film Now